# 花村治郎
花村 治郎（はなむら じろう、1931年 - ）は、日本の法学者。千葉大学名誉教授。

## 来歴・人物
長野県生まれ。
長野県松本県ヶ丘高等学校
を経て、1957年（昭和32年）東北大学大学院法学研究科修了。
東北大学法学部講師、助教授を経て、1977年（昭和52年）千葉大学法経学部（現法政経学部）教授
。
1997年（平成9年）、定年退官。千葉大学名誉教授。
専門は民事訴訟法。

## 著作論文
- 『民事上訴制度の研究』花村治郎 著 1986年1月
- 『判例民事上訴法』花村治郎 著 1992年1月
- 『民事上訴制度の研究 (続)』花村治郎 著 1997年3月
- 花村治郎「境界確定訴訟の控訴審と不利益変更禁止の原則」『法学』第28巻第4号、東北大学法学会、1964年11月、128-134頁、ISSN 03855082、NAID 40003456359。
- 花村治郎「控訴審判決主文における第一審判決引用の可否」『法学』第29巻第3号、東北大学法学会、1965年9月、ISSN 03855082、NAID 40003456386。
- 花村治郎「上告理由の一考察:法令変更をめぐって-1-」『法学』第32巻第1号、東北大学法学会、1968年4月、53-114頁、ISSN 03855082、NAID 40003456444。
- 花村治郎「不利益変更禁止の原則:差戻し後の控訴審判決と不利益変更禁止の原則」『民事訴訟雑誌』第34号、法律文化社、1988年、61-101頁、ISSN 00754188、NAID 40003604839。